# Obu Nutrition
Obu Nutrition es un fabricante de suplementos nutricionales con sede en Kuwait. Fue creada por Mohammad Abdullah Abdullah Sultan Benessa y Ahmed Yousef Ahmed Al-Mudahkah en marzo de 2020. La empresa distribuye actualmente sus productos en todo Oriente Medio.

## Presentación
Mohammad Abdullah Sultan Benessa y Ahmed Yousef Ahmed Al-Mudahkah fundaron la empresa con el objetivo de mejorar la salud general de las personas en todo el mundo. Mohammad Abdullah Sultan Benessa, licenciado en Ciencias empresariales por la Universidad Pepperdine de Malibú (California), es el director general y Ahmed Yousef Ahmed Al-Mudahkah, licenciado en Derecho por la Facultad de Derecho Internacional de Kuwait, es el director de Asuntos Gubernamentales.
Según su sitio web, todos sus productos pasan por estrictas medidas de control de calidad antes de estar listos para su distribución. La mayoría de sus productos son a base de pectina, lo que los hace ideales para los vegetarianos, y su gelatina proviene de fuentes vacunas (bovino) para asegurar que sus productos son halal. También afirman no tener colorantes ni sabores artificiales añadidos en sus productos, que se fabrican en una instalación libre de frutos secos.